# Sehnsucht
Sehnsucht je drugi studijski album njemačkog industrial metal-sastava Rammstein. Objavljen je 22. kolovoza 1997. Rammstein je ovim albumom stekao svjetsku popularnost. Posebna izdanja sadrže pojedine pjesme na engleskom.

## Popis pjesama
1. "Sehnsucht" - 4:04
2. "Engel" 4:24
3. "Tier" - 3:46
4. "Bestrafe mich" - 3:36
5. "Du hast" - 3:54
6. "Bück dich" - 3:21
7. "Spiel mit mir" - 4:45
8. "Klavier" - 4:22
9. "Alter Mann" - 4:22
10. "Eifersucht" - 3:35
11. "Küss mich (Fellfrosch)" - 3:30

## Singlovi
- "Engel"
- "Du hast"